# ماکسول سیدنی مولدز
ماکسول سیدنی مولدز حشره شناس اهل استرالیا است که بیشتر کتاب‌ها و تحقیقاتش در خصوص زنجره است. وی با تحقیقات و تحلیلالتی که در زمینه ریخت‌شناسی سرده انجام داد به این نتیجه رسید زنجره‌ها به صورت طبیعی به کلادهایی تقسیم می‌شوند که ملاک این تفکیک‌پذیری بستگی به بومگاه و منطقه جغرافیایی آنها دارد.

## کتاب‌ها
- کتابشانسی پروانه‌های استرالیا ۱۷۷۳–۱۹۷۳.
- زنجره‌های استرالیا
- بازبینی سرده‌های زنجره‌های استرالیایی
- کارگذاشتن حشرات و دیگر گونه‌ها در پلاستیک شفاف
- طبقه‌بندی سطح بالای زنجره‌ها
- مروری بر سرده زنجره آبریکتا توسط کارل استال
- لیبلینگ نمونه‌های حشرات